# Camilla Mancini
Camilla Mancini (Roma, 10 de junio de 1994) es una deportista italiana que compite en esgrima, especialista en la modalidad de florete.
Ganó dos medallas en el Campeonato Mundial de Esgrima, oro en 2017 y plata en 2018, y dos medallas de oro en el Campeonato Europeo de Esgrima, en los años 2017 y 2018.

## Palmarés internacional
| Campeonato Mundial | Campeonato Mundial | Campeonato Mundial | Campeonato Mundial  |
| Año                | Lugar              | Medalla            | Prueba              |
| ------------------ | ------------------ | ------------------ | ------------------- |
| 2017               | Leipzig (Alemania) | Medalla de oro     | Florete por equipos |
| 2018               | Wuxi (China)       | Medalla de plata   | Florete por equipos |
| Campeonato Europeo |                    |                    |                     |
| Año                | Lugar              | Medalla            | Prueba              |
| 2017               | Tiflis (Georgia)   | Medalla de oro     | Florete por equipos |
| 2018               | Novi Sad (Serbia)  | Medalla de oro     | Florete por equipos |